# Lusjena Owczinnikowa
Lusjena Iwanowna Owczinnikowa (ros. Люсье́на Ива́новна Овчи́нникова; ur. 10 września 1931 w Olewsku, zm. 8 stycznia 1999 w Moskwie) – radziecka aktorka teatralna, filmowa i głosowa.

## Życiorys
W 1955 ukończyła studia aktorskie w GITIS i rozpoczęła pracę w moskiewskim Teatrze imienia W. Majakowskiego.
Uhonorowana tytułem Zasłużonej Artystki RFSRR w 1973 roku. Pojawiła się w 37 filmach w latach 1959-1993.
Pochowana na Cmentarzu Wwiedieńskim w Moskwie.

## Wybrana filmografia
- 1977: Ostatni płatek (głos)
- 1976: Dwadzieścia dni bez wojny
- 1975: Tego nie przerabialiśmy
- 1974: Świetna podróż w kosmosie jako matka Fedji
- 1965: Dzwonią, otwórzcie drzwi!
- 1962: Dziewięć dni jednego roku
- 1961: Dziewczęta jako Katia
- 1959: Słońce świeci dla wszystkich jako konduktorka Zoja
- 1959: Tania i jej matki jako Niurka

i inne